# Бондарчук Наталія Сергіївна
Наталія Сергіївна Бондарчук (нар. 10 травня 1950, Москва, СРСР) — радянська і російська акторка, кінорежисер, сценарист. Заслужена артистка РРФСР (1977). Заслужений діяч мистецтв Російської Федерації (2009). Донька радянського режисера та актора Сергія Бондарчука, старша зведена сестра Олени та Федора Бондарчуків.

## Біографія
Народилася 10 травня 1950 року в Москві в родині режисера Сергія Бондарчука й актриси Інни Макарової.
У 1971 році закінчила акторський факультет Всесоюзного державного інституту кінематографії (майстерня Сергія Герасимова і Тамари Макарової), в 1975-му — режисерський факультет ВДІКу (у тих же майстрів).
У кіно дебютувала в 1970 році у фільмі «Біля озера», потім знялася в стрічках «Прийшов солдат з фронту», «Ти і я». Найбільший успіх до неї прийшов після виконання ролі Харі у фільмі Андрія Тарковського «Солярис».
Як режисер і сценарист дебютувала в 1975 році новелою «Безщасна Мотрона» в альманасі «Пошехонська старина». Найбільшу популярність здобули два фільми, поставлені Н. Бондарчук наприкінці 1980-х років за своїми сценаріями, — «Дитинство Бембі» і «Юність Бембі».
Створила свій власний дитячий театр «Бембі». На 2014 рік діють три філії театру в Москві, Апрєлєвці та Одінцові. Апрєлівською філією завідує її чоловік Ігор Дністрянський. Театр їздить гастролями Росією і ближнім зарубіжжям.
Заслужена артистка РРФСР (1977).

### Громадська позиція
11 березня 2014 підписала звернення діячів культури Російської Федерації на підтримку політики президента РФ В. В. Путіна щодо України та Криму.
Фігурант бази даних центру «Миротворець».

## Родина
- Перший чоловік Микола Бурляєв
  - Син Іван Бурляєв
    - Невістка Юлія[6]
      - Онуки Анастасія та Микита[6]

  - Дочка Марія Бурляєва — актриса Московського академічного театру імені Маяковського[6]
- Другий чоловік — актор Ігор Днєстрянський[6][7]

## Фільмографія

### Акторка
1. 1970 — Серце Росії —  Люсік Лісінова
2. 1970 — У озера —  пасажирка поїзда
3. 1971 — Ти і я —  самогубець
4. 1972 — Солярис —  Харі
5. 1972 — Прийшов солдат з фронту —  Шура
6. 1973 — Нам ніколи чекати
7. 1974 — Виконання бажань —  Маша Бауер
8. 1975 — Небо зі мною —  Ірина Бєлова
9. 1975 — Зірка привабливого щастя —  Марія Волконська, княгиня
10. 1976 — Червоне і чорне —  мадам Де Реналь
11. 1977 — Пошехонська старина —  Мотря
12. 1979 — Бабусі надвоє сказали... —  адміністратор готелю
13. 1979 — Дорослий син
14. 1980 — Юність Петра —  царівна Софія
15. 1980 — На початку славних справ —  царівна Софія
16. 1981 — Василь і Василиса —  Олександра
17. 1982 — Жива веселка —  Марья Сергіївна
18. 1982 — Мати Марія —  Ніна
19. 1985 — Дитинство Бембі —  матір Бембі
20. 1986 — Юність Бембі —  матір Бембі
21. 1986 — Лермонтов —  Марія Михайлівна Лермонтова
22. 1991 — Господи, почуй молитву мою
23. 1999 — Просіть, і буде вам —  Аліса
24. 1999 — Одна любов душі моєї —  Марія Волконська
25. 2000 — Мій дух до Юрзуф прилетів... —  Марія Волконська
26. 2003 — Любов і правда Федора Тютчева —  Ернестіна Тютчева, друга дружина поета
27. 2006 — Пушкін. Остання дуель —  Катерина Карамзіна
28. 2007 — Одна любов душі моєї —  Марія Волконська
29. 2015 — Таємниця Снігової Королеви —  бабуся

### Режисер
1. 1977 — Пошехонська старина
2. 1982 — Жива веселка
3. 1985 — Дитинство Бембі
4. 1986 — Юність Бембі
5. 1991 — Господи, почуй молитву мою
6. 2000 — Мій дух до Юрзуф прилетів...
7. 2003 — Любов і правда Федора Тютчева
8. 2006 — Пушкін. Остання дуель
9. 2007 — Одна любов душі моєї
10. 2009 — Гоголь. Найближчий
11. 2010 — І вічністю наповнений мить...
12. 2015 — Таємниця Снігової Королеви

### Сценарист
1. 1977 — Пошехонська старина
2. 1985 — Дитинство Бембі
3. 1986 — Юність Бембі
4. 1991 — Господи, почуй молитву мою
5. 2000 — Мій дух до Юрзуф прилетів...
6. 2003 — Любов і правда Федора Тютчева
7. 2006 — Пушкін. Остання дуель
8. 2007 — Одна любов душі моєї
9. 2009 — Гоголь. Найближчий
10. 2015 — Таємниця Снігової Королеви